# Jacqueline Seifriedsberger
Jacqueline Seifriedsberger (Ried im Innkreis, 20 januari 1991) is een Oostenrijkse schansspringer.

## Carrière
Bij haar debuut in de Continentalcup schansspringen, in juli 2004 in Park City, eindigde Seifriedsberger op de achtste plaats. In maart 2006 stond ze in Yamagata voor de eerste maal op het podium in de Continentalcup. Op 15 augustus 2007 boekte de Oostenrijkse in Pöhla haar eerste zege in de Continentalcup. Tijdens de wereldkampioenschappen schansspringen 2009 in Liberec eindigde Seifriedsberger als twaalfde. Op de wereldkampioenschappen schansspringen 2011 in Oslo eindigde ze op de 32e plaats.
Tijdens de eerste wereldbekerwedstrijd schansspringen voor vrouwen eindigde de Oostenrijkse in Lillehammer op de dertiende plaats. Een maand later eindigde Seifriedsberger voor de eerste keer in de top tien van een wereldbekerwedstrijd. In februari 2012 stond ze in Ljubno voor de eerste maal in haar carrière op het podium van een wereldbekerwedstrijd. Op 3 februari 2013 boekte de Oostenrijkse in Sapporo haar eerste wereldbekerzege.

## Resultaten

### Wereldkampioenschappen
| Jaar | Plaats  | Resultaten |
| ---- | ------- | ---------- |
| 2009 | Liberec | 12e HS100  |
| 2011 | Oslo    | 32e HS106  |

### Wereldbeker
Eindklasseringen
| Seizoen   | Algm |
| --------- | ---- |
| 2011/2012 | 11e  |

Wereldbekerzeges
| Datum           | Plaats  | Schans |
| --------------- | ------- | ------ |
| 3 februari 2013 | Sapporo | HS100  |

### Continentalcup
De Continentalcup was tot de invoering van de wereldbeker schansspringen in december 2011 het belangrijkste wedstrijdcircuit.
Eindklasseringen
| Seizoen   | Algm  |
| --------- | ----- |
| 2004/2005 | 11e   |
| 2005/2006 | 16e   |
| 2006/2007 | 8e    |
| 2007/2008 | Brons |
| 2008/2009 | 7e    |
| 2009/2010 | 10e   |
| 2010/2011 | 5e    |
| 2011/2012 | 8e    |

Continentalcupzeges
| Datum             | Plaats         | Schans |
| ----------------- | -------------- | ------ |
| 15 augustus 2007  | Pöhla          | HS65   |
| 20 augustus 2010  | Oberwiesenthal | HS106  |
| 21 augustus 2010  | Oberwiesenthal | HS106  |
| 19 augustus 2011  | Oberwiesenthal | HS106  |
| 10 september 2011 | Trondheim      | HS105  |
| 9 september 2012  | Lillehammer    | HS100  |